# Raymond-Roger de Foix
Pour les articles homonymes, voir Raymond.
Raymond-Roger de Foix, (1152 † 3 avril 1223) est comte de Foix de 1188 à 1223. Il est fils de Roger-Bernard Ier de Foix et de Cécile, fille de Raimond Trencavel.

## Biographie
Il accompagne Philippe-Auguste en Terre sainte en 1191, se signale au dernier siège d'Ascalon et à la prise de Saint-Jean-d'Acre, et revient avec le roi Richard Cœur de Lion lorsqu'il prend le commandement de l'armée des Croisés.
En 1193, le roi Alphonse II d'Aragon lui inféode la suzeraineté sur la vicomté de Narbonne et ses terres vassales de la vicomté de Fenouillèdes et du Peyrapertusès.
Ses premières actions visent à accroître ses domaines sur le versant sud des Pyrénées, en Catalogne. En 1196, il pille le haut Urgell et la Cerdagne avec l'aide d'Arnaud de Castelbon en vue de s'emparer d'Andorre. Quand, un peu plus tard, ces derniers décident d'unir leurs héritiers, le comte Ermengol VIII d'Urgell et l'évêque d'Urgell (Bernard de Villemur) s'y opposent en entrant en guerre contre eux. Le comte de Foix et Arnaud sont capturés et emprisonnés de février à septembre 1203.
Le roi Pierre II d'Aragon intervient pour les faire libérer dans le but de les ménager dans le cadre de sa conquête du Languedoc. Ce dernier donne au comte les châteaux d'Usson et de Quérigut en fief (1209), après avoir déjà donné diverses autres seigneuries catalanes (1208).

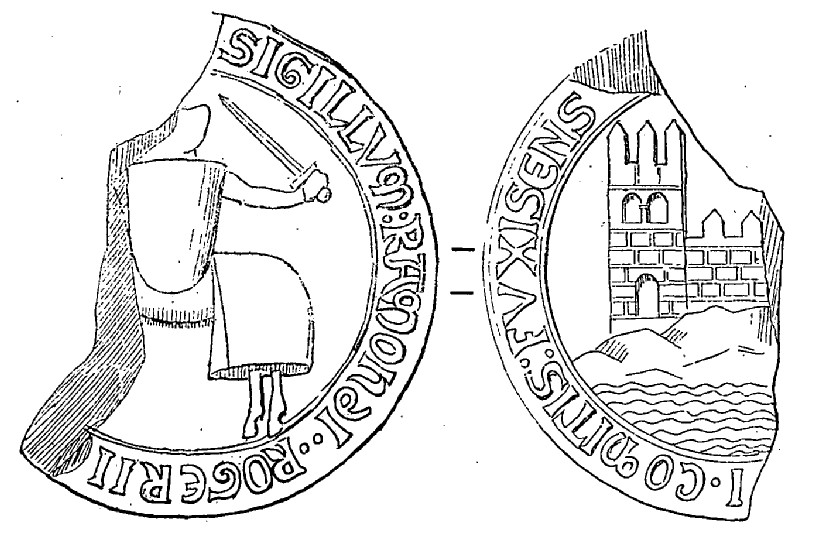
Reproduction au trait du sceau publiée en 1892. La reproduction est fantaisiste sur plusieurs points, notamment la légende 'FUXISENS...' au lieu de 'FUXSENS...' au revers, l'orientation des lettres 'S', l'escarpement du rocher, etc.

Très vite, Raymond-Roger de Foix est soupçonné d'hérésie mais réussit à sortir la tête haute des accusations portées contre lui.
Il est vrai que, bien que catholique, il est très lié au catharisme par sa sœur, Esclarmonde de Foix, et sa femme Philippa qui dirige la maison de Dun, dans les Pyrénées, réservée à l'éducation des jeunes filles et à la retraite des ministres chargés de l'enseignement cathare. Il assiste au Colloque de Pamiers, dernier grand débat contradictoire entre Cathares et Catholiques, en 1207.
De reste, dès la prise de Carcassonne en 1209 par Simon de Montfort, il se range du côté des Comtes de Toulouse et s'oppose aux croisés pendant la croisade des Albigeois. Il commence par reprendre Preixan puis il punit les bourgeois de Pamiers qu'il fait emprisonner dans son donjon de Foix. Deux années plus tard, il est victorieux à la bataille de Montgey. Toutefois, les croisés ripostent et assiègent à quatre reprises son château. En 1214, Raymond-Roger se soumet et son château est confié en gage au légat du pape qui le remet à Simon de Montfort.
Par la suite, il soutient la rébellion menée par Raymond VII de Toulouse et prend part au siège de Toulouse commencé en septembre 1217 où Simon de Montfort trouve la mort, le 25 juin 1218. Cette guerre de reconquête lui permet de rentrer à nouveau dans son château en 1218.
À son décès en 1223, le comte a récupéré tous ses domaines à l'exception de Mirepoix où il meurt pendant le siège de la place forte.

## Mariage et enfants
Il épouse en 1189 une dénommée Philippa, dont l'origine familiale est inconnue mais qui est traditionnellement présentée comme issue de la famille de Moncada. De leur union naissent deux enfants :
- Roger-Bernard II († 1241), comte de Foix ;
- Cécile, mariée en 1224 à Bernard V, comte de Comminges.

Raymond-Roger a eu en outre au moins deux enfants illégitimes :
- Loup de Foix, seigneur de Saverdun, et ancêtre des comtes de Rabat ;
- Esclarmonde de Foix, morte parfaite cathare, mariée en 1236 à Bernard d'Alion, co-seigneur de Donnezan, brûlé en 1258 comme Cathare[4].